# Universal Television
Universal Television LLC (UTV) a efectos legales, es la rama de producción televisiva del NBCUniversal Television Group, y por extensión de la red de televisión de NBC propiedad de Comcast (ya que la gran mayoría de los programas se emiten en NBC y casi toda la programación de prime time es producción suya). Antiguamente tuvo los nombres de Revue Studios, MCA/Universal, NBC Studios, NBC Universal Television Studio y Universal Media Studios. Tanto NBC Studios como Universal Network Television son predecesoras de Universal Media Studios.

## Predecesoras

### Revue Studios
Revue Productions (también conocida como Revue Studios) se fundó en 1943 por MCA para producir programas de radio en directo, y también produjo eventos en directo para las USO durante la Segunda Guerra Mundial. Revue se reconvirtió en productora subsidiaria de televisión de MCA en 1950. La relación de NBC y Revue comienza el 6 de septiembre de 1950, con la emisión de Armour Theatre, basada en el radiofónico Stars Over Hollywood. MCA compró el lote de Universal Studios en 1958 y lo renombró a Revue Studios. Tras la adquisición de Decca Records, entonces hermana de Universal Pictures, el lote recuperó el nombre de Universal. En 1964, MCA formó Universal City Studios para fusionar las ramas cinematográfica y televisiva de Universal Pictures y Revue Productions. Revue adquirió oficialmente el nombre de Universal Television en 1966.
En los primeros años de la televisión estadounidense, Revue fue responsable de producir y/o distribuir muchos clásicos televisivos. El más notable fue Leave It to Beaver, que sólo duró una temporada en CBS antes de mudarse a la ABC de 1958 a 1963. Además, Revue hizo Biff Baker, U.S.A. de Alan Hale, Jr. (1952-1953) y las tres series sindicadas de Rod Cameron, City Detective (1953-1955), State Trooper (1956-1959) y Coronado 9 (1960-1961) y la serie del oeste de Bill Williams The Adventures of Kit Carson (1951-1955). Produjo el drama sindicado de crimen de Edmond o Brien Johnny Midnight, basada en un actor de ficción de Nueva York convertido en detective privado. También entre sus ofertas se incluye la serie de 52 episodios Crusader, la primera serie de Brian Keith, que se emitió en CBS de 1955 a 1956.
En diciembre de 1958, MCA/Revue adquirió el terreno de 148 hectáreas para producir series de televisión, y después lo arrendó a Universal por un millón de dólares al año durante una década.
Revue también produjo las últimas temporadas de The Jack Benny Program para CBS y NBC y en co-operación con J and M productions de Jack Benny Checkmate, General Electric Theater y Alfred Hitchcock presenta para CBS, Studio 57 para DuMont, y westerns como Tales of Wells Fargo, The Restless Gun y Laramie para NBC, así como Wagon Train para NBC y ABC, y las dos primeras temporadas de The Virginian para NBC, basada en la película estrenada originalmente por Paramount Pictures, cuya banda sonora fue vendida a MCA en 1957. Eagon Tran fue la única producción televisiva de Revue que terminó en primer lugar en la televisión americana.

### Universal Television
La primera encarnación de Universal Television era una productora y distribuidora que se reincorporó a Revue Productions en 1966, cuatro años después de que MCA comprara Universal Pictures y su entonces hermana Decca Records. Entre sus muchas contribuciones a la programación televisiva se incluye la producción de la primera película hecha exclusivamente para televisión, See How They Run, de 1964, la primera serie rotativa (The Name of the Game de 1968), el primer grupo de series rotativas con título común (The Bold Ones de 1969) y el primer telefilme en dos partes (Vanished de 1971). Universal Television también coprodujo muchos programas con Mark VII Limited como Adam-12 y un revival de la serie de 1951 Dragnet.
En 1990, MCA/Universal Television inició la franquicia Ley y orden. En 1996, MCA se reincorporó como Universal Studios. Y por la misma época, Joseph A. Seagram and Sons adquirieron Universal, y después adquirieron USA Networks y Multimedia Entertainment. En 1997, la compañía formó Universal Worldwide Television. En 1998, Universal vendió USA Networks y Universal Television a Barry Diller, que la renombró a Studios USA.
En 1999, Seagram compró PolyGram, que incluía PolyGram Television y el archivo cinematográfico posterior a 1996 (junto con algunas películas anteriores). El trato se cerró en 2000 y rápidamente se adaptó a PolyGram al nombre de Universal. Vivendi Universal adquirió Studios USA, haciendo a Diller director ejecutivo de VU Entertainment y reformando por completo Universal Television.
El 12 de mayo de 2004, GE formó NBC Universal Television.

### NBC Studios
NBC Productions era una compañía productora y distribuidora de televisión americana fundada por RCA (antigua compañía hermana de NBC) en 1947. En 1996, se renombró a NBC Studios. En 2004, NBC Studios se fusionó con Universal Network Television para formar NBC Universal Television Studio.

### MCA Television
MCA TV (también conocida como MCA Television Enterprises), era una compañía productora y distribuidora de televisión americana fundada en 1951, varios años antes de la compra de MCA de la rama norteamericana de Decca Records (1959) y Universal Pictures (1962). Durante más de cuatro décadas, fue una de las productoras más activas de programación televisiva. Las otras divisiones televisivas de MCA incluían Universal Television y MCA Television Entertainment. En 1996, MCA TV se renombró a Universal Television Enterprises.
- MCA Television Entertainment (comúnmente conocida como MTE) era la división especializada de MCA Television Ltd, enfocada en telefilmes para televisión por cable y venta directa en video. Se fundó en 1987. Como MCA TV, en 1996 se renombró a Universal Television Entertainment.
- EMKA, Ltd. es el holding responsable de la mayoría del archivo de sonido de Paramount Pictures anterior a 1950. Como parte oficial del archivo de Universal Pictures, es parte de la unidad de televisión de Universal Television.

### Studios USA
Studios USA era una productora y distribuidora de cine y televisión estadounidense fundada por Barry Diller cuando compró Universal Television y USA Networks Universal Studios de Seagram en 1998. Producía y distribuía talk shows. También producía programas antes de Universal Television. La compañía también fundó USA Films y USA Home Entertainment. En 2002, Vivendi Universal adquirió Studios USA y el resto de sus bienes de cine y televisión que no estaban a la venta, y retornó el resto de las series que producía Universal Television.

## Historia
NBC Universal Television Studio fue fundada por NBC Studios y Universal Network Television en 2004 tras la fusión de NBC y Universal. El 18 de enero de 2007, NBC Universal Television se renombró a Universal Media Studios mientras la unidad también desarrollaría entretenimiento para la web.
En julio de 2008, Universal Cable Productions se separó de UMS y entró en la división de NBCU Cable Entertainment. El 31 de enero de 2012, Universal Media Studios se renombró a Universal Television.

## Programas destacados
| Título                                 | Emisora | Tiempo          | Notas |
| -------------------------------------- | ------- | --------------- | --- |
| Miami Vice                             | NBC     | 1984-1989       | coproducción con Michael Mann Productions                                                                                       |
| The Tonight Show with Jay Leno         | NBC     | 1992–2014       | coproducción con Big Dog Productions, acreditada a 'NBC Studios Inc./LLC'                                                       |
| Law & Order: Special Victims Unit      | NBC     | 1999–actualidad | coproducida por Wolf Films, acreditada a 'Universal Network Television LLC'                                                     |
| Last Call with Carson Daly             | NBC     | 2002–actualidad | producida por Carson Daly Productions                                                                                           |
| The Office                             | NBC     | 2005–2013       | coproducción con Deedle-Dee Productions y Shine America, acreditada a 'NBC Studios Inc./LLC y Universal Network Television LLC' |
| Late Night with Jimmy Fallon           | NBC     | 2009–2014       | coproducción con Broadway Video, acreditada a 'NBC Studios Inc./LLC'                                                            |
| Late Night with Seth Meyers            | NBC     | 2014–actualidad | coproducción con Broadway Video, acreditada a 'NBC Studios Inc./LLC'                                                            |
| The Tonight Show Starring Jimmy Fallon | NBC     | 2014–actualidad | coproducción con Broadway Video, acreditada a 'NBC Studios Inc./LLC'                                                            |
| Parks and Recreation                   | NBC     | 2009–2015       | coproducción con Deedle-Dee Productions, Fremulon y 3 Arts Entertainment                                                        |
| Community                              | NBC     | 2009–2015       | co-propiedad de Sony Pictures Television, producida con Krasnoff/Foster Entertainment y Dan Harmon/Russo Bros.                  |
| Parenthood                             | NBC     | 2010–actualidad | coproducción con True Jack Productions y Imagine Television, acreditada a 'Open 4 Business Productions, LLC'                    |
| Whitney                                | NBC     | 2011–actualidad | coproducción con Scott Stuber Productions (acreditada como "Stuber Television"), acreditada a 'NBC Studios LLC'                 |
| Up All Night                           | NBC     | 2011–2012       | coproducción con Broadway Video Productions                                                                                     |
| Grimm                                  | NBC     | 2011–2017       | coproducción con GK Productions y Hazy Mills Productions, acreditada a 'Open 4 Business Productions, LLC'                       |
| Chicago Fire                           | NBC     | 2012–actualidad | coproducción con Wolf Films |
| Smash                                  | NBC     | 2012–2013       | coproducción con Madwoman In The Attic, Inc. y DreamWorks Television, acreditada a 'NBC Studios LLC'                            |
| Go On                                  | NBC     | 2012–2013       | coproducción con Silver and Gold Productions y Dark Toy Entertainment                                                           |
| Guys with Kids                         | ABC     | 2012–actualidad | coproducción con Holiday Road y Broadway Video Productions                                                                      |
| Deception                              | ABC     | 2013-actualidad | coproducción con BermanBraun |
| The Mindy Project                      | Fox     | 2012–2017       | coproducción con 3 Arts Entertainment                                                                                           |